# Renze Bergsma
Renze Bergsma (Rotterdam, 14 juni 1976) is een Nederlandse CDA-politicus en bestuurder. Sinds 1 oktober 2021 is hij burgemeester van Coevorden.

## Biografie

### Opleiding en loopbaan
Bergsma is geboren in Rotterdam en was woonachtig in de Randstad. Hij verhuisde in 1998 naar Woudrichem. Hij studeerde verkeerskunde aan de toenmalige NHTV internationale hogeschool Breda en was werkzaam als ambtenaar bij de gemeenten Woudrichem en Werkendam.

### Politieke loopbaan
Bergsma was van 2008 tot en met december 2018 wethouder en 1e locoburgemeester van Woudrichem. Op 1 januari 2019 ging de gemeente Woudrichem op in de gemeente Altena waarmee er een einde kwam aan dit ambt. Hij was van 2003 tot 2009, in 2019 en van 11 september 2020 tot 1 oktober 2021 lid van de Provinciale Staten van Noord-Brabant. Van juni 2019 tot november 2019 was hij korte tijd lid van de Gedeputeerde Staten van Noord-Brabant.

### Burgemeester van Coevorden
Bergsma werd op 29 juni 2021 door de gemeenteraad van Coevorden voorgedragen als nieuwe burgemeester. Op 6 september van dat jaar werd bekend dat de minister van Binnenlandse Zaken en Koninkrijksrelaties heeft besloten hem voor te dragen voor benoeming bij koninklijk besluit met ingang van 1 oktober van dat jaar.

### Nevenfuncties
Bergsma was toezichthouder bij Syndion en bestuurslid bij het Altena College. Sinds 11 juni 2022 is hij lid van de ledenraad van de KNLTB.

### Privéleven
Bergsma is getrouwd en heeft twee dochters en een zoon.